# Снеллинк, Ян
Ян Снеллинк, или Ян Снеллинк Старший, или Первый, также Ханс Снеллинк, Иоанн Снеллинк (нидерл. Jan Snellinck, Hans Snellinck, Joan Snellinck, Hans Snellinx, Jan Snellinx, Joan Snellinx; ок. 1548, Мехелен — 1 октября 1638) — фламандский рисовальщик, живописец и гравёр эпохи североевропейского маньеризма и барокко. Рисовальщик картонов для шпалер, гравюр и фресок. Помощник П. П. Рубенса в создании картонов на шпалерной мануфактуре в Брюсселе. Коллекционер и торговец произведениями искусства.

## Жизнь и творчество

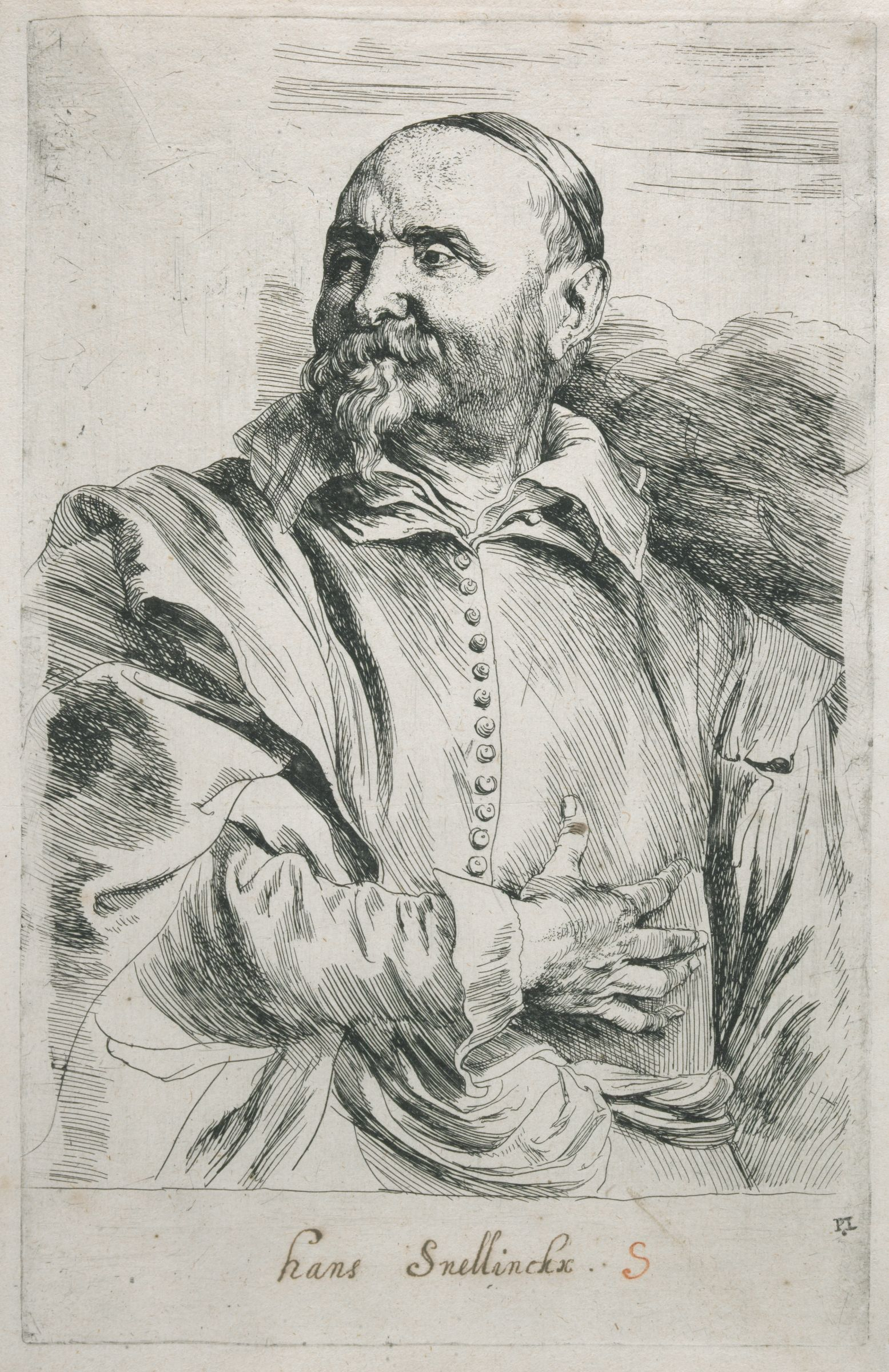
А. Ван Дейк. Портрет Яна Снеллинка. 1626—1633. Офорт из серии «Иконография»

Ян Снеллинк родился в Мехелене (провинция Антверпен), в семье Даниэля Снеллинка Первого, живописца и торговца картинами, и Корнелии Верхюлст (псевдоним: Бессемерс). Его мать происходила из семьи известных художников из Мехелена. Её отец и многочисленные дяди также были художниками. Её сестра Майкен Верхюлст вышла замуж за выдающегося художника Питера Кука ван Альста и была тёщей Питера Брейгеля Старшего. Другая сестра Элизабет вышла замуж за известного гравёра и издателя Хубрехта Гольциуса.
Ян Снеллинк поддерживал тесные отношения с семьей Брейгелей и был свидетелем на свадьбах Питера Брейгеля Младшего в 1588 году и Яна Брейгеля Старшего в 1599 году. Он также присутствовал на банкете, состоявшемся по возвращении последнего из поездки в Италию.
Снеллинк учился живописи у отца, художника-акварелиста. Он обратился в кальвинистскую веру, но снова принял католичество после того, как испанцы захватили Фландрию. В 1574 году Ян Снеллинк был в Антверпене, где 10 июля того же года женился на Елене де Йоде, дочери гравёра и издателя Геррита де Йоде. У супругов было трое сыновей по имени Даниел, Герард и Ян, все учились у отца, чтобы стать художниками. Внук Яна Снеллинка Корнелис и правнук Ян стали живописцами в Роттердаме. Его первая жена умерла 12 сентября 1581 года. В 1586 году он повторно женился на Паулине Кайперс (псевдоним Бошманс), которая была родственницей (возможно, сестрой) матери Антониса Ван Дейка. У них было десять детей, трое из которых стали художниками.
В 1577 году Снеллинк стал мастером антверпенской Гильдии Святого Луки. 27 июня 1597 года получил права бюргера Антверпена. В первые годы пребывания в Антверпене, чтобы зарабатывать на жизнь, он более полагался на торговлю произведениями искусства, чем на живопись. В 1577 году он получил первого ученика. Из шестнадцати учеников, которых он подготовил за свою долгую творческую биографию, сделал себе имя только Абрахам Янсенс.
Постепенно Снеллинк стал получать заказы на картины: от Питера Эрнста I фон Мансфельда-Фордерорта, командующего испанской армией и штатгальтера Испанских Нидерландов с 1592 по 1594 год, а также от эрцгерцогов Альбрехта и Изабеллы, штатгальтеров Испанских Нидерландов с 1598 по 1621 год. Его назначение придворным художником эрцгерцогов, возможно, было связано с его работой по изготовлению картонов для семи шпалер по случаю оформления Торжественного въезда в Антверпен Альбрехта и Изабеллы 10 декабря 1599 года в качестве новых правителей Испанских Нидерландов. Шпалеры вместе с картонами Снеллинка, позже были подарены эрцгерцогам. Затем они были переданы королю Филиппу III до 1621 года (или, после смерти эрцгерцогини Изабеллы в 1633 году отправлены королю Филиппу IV). Так или иначе они остались в королевской коллекции. Снеллинк также получал заказы на написание алтарных картин в Антверпене, Мехелене и Ауденарде.
Ян Снеллинк скончался 1 октября 1638 года в Антверпене. Его жена умерла пять дней спустя. Художник оставил обширную коллекцию произведений искусства. Картина начала XVII века, изображающая художественную коллекцию или художественную галерею (приписывается Иерониму Франкену II, Королевские музеи изящных искусств, Брюссель), предположительно представляет коллекцию Яна Снеллинка.
Историограф Карел ван Мандер оценил Снеллинка как художника-баталиста. Но он создавал картины в самых разных жанрах. Снеллинк часто писал акварелью, и это может быть причиной того, что немногие из его работ сохранились. Ян Снеллинк в качестве помощника Рубенса участвовал в создании картонов для шпалер на знаменитой шпалерной мануфактуре в Брюсселе, в частности в серии ковров «Триумф Евхаристии» (нидерл. De triomf van de Eucharistie) — выдающегося произведения искусства стиля фламандского барокко (1627—1632).
Дети Яна Снеллинка: Абрахам (1597—1661), Андрис (1587—1653), Даниел Третий (1576—1627), Ян, или Ганс (Герард) Второй (ок. 1575—?).
Наиболее известен Ян Снеллинк Третий (1640 —до 1691) из Роттердама, сын Корнелиса Снеллинка и Мартье Янс, правнук Яна Снеллинка Первого и внук Яна Снеллинка Второго, или Младшего, также живописцев. Ян Снеллинк Третий получил известность благодаря своим пейзажам, сценам при лунном свете и крестьянскими сюжетами. В его пейзажах также очевидно влияние современной ему итальянской живописи.

## Галерея

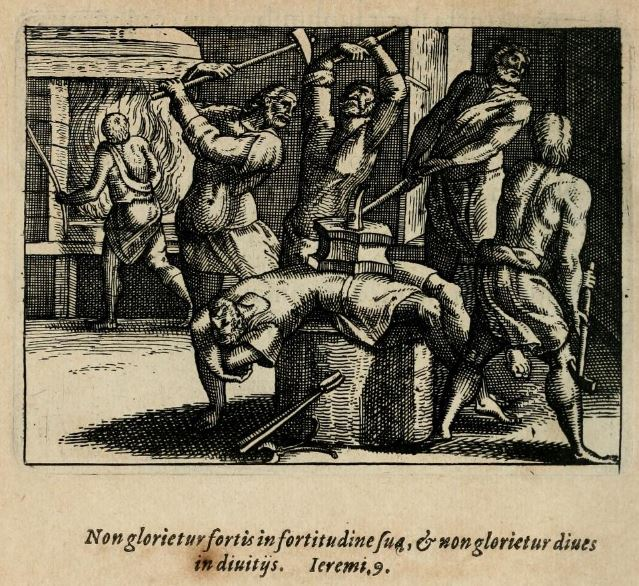
Да не хвалится сильный силою своей, и да не хвалится богатый богатством своим (Иеремия, 9:23). 1579. Гравюра на дереве
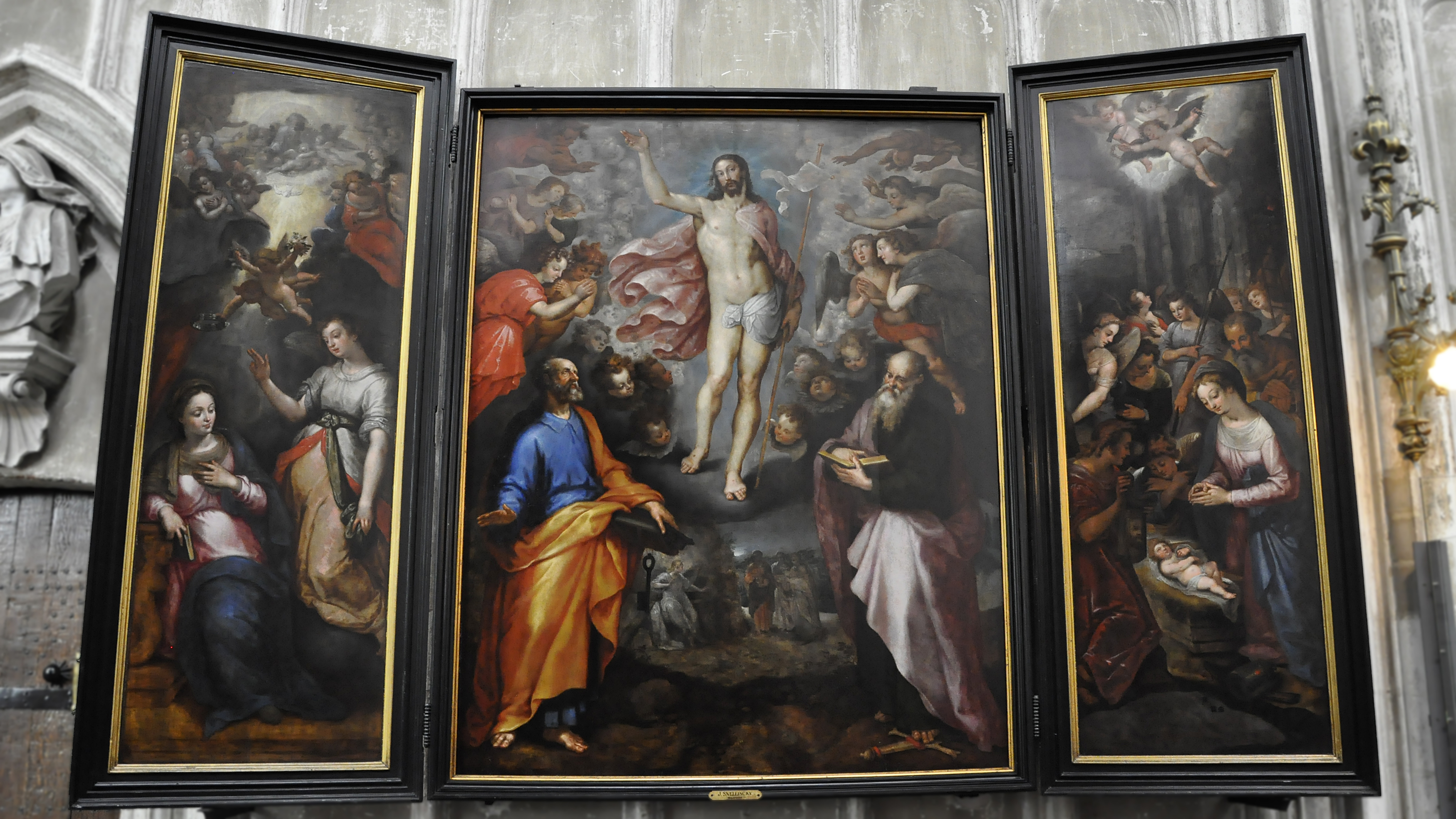
Воскресший Христос с апостолами Петром и Павлом. Триптих. 1601. Дерево, масло. Собор Святого Румбольда, Мехелен
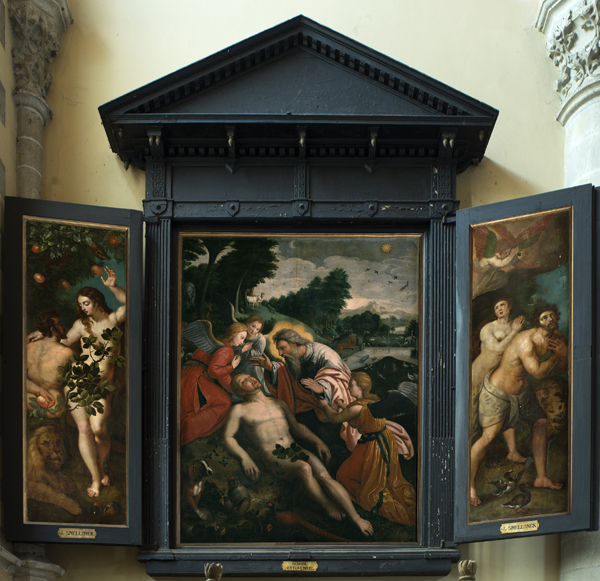
Сотворение человека. Алтарный триптих. 1609. Дерево, масло. Церковь Памеле, Ауденарде
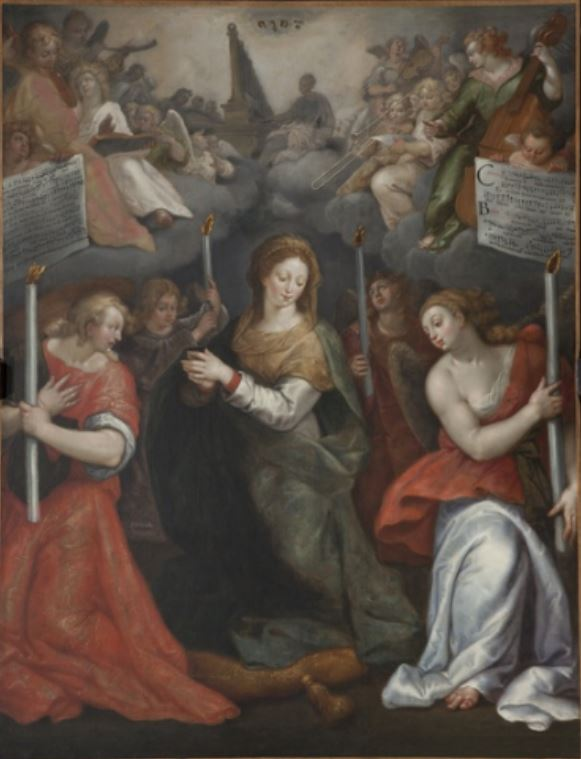
Дева Мария и величающие Её ангелы. Центральная створка триптиха. Между 1591 и 1610. Дерево, масло. Церковь Святого Иакова, Антверпен
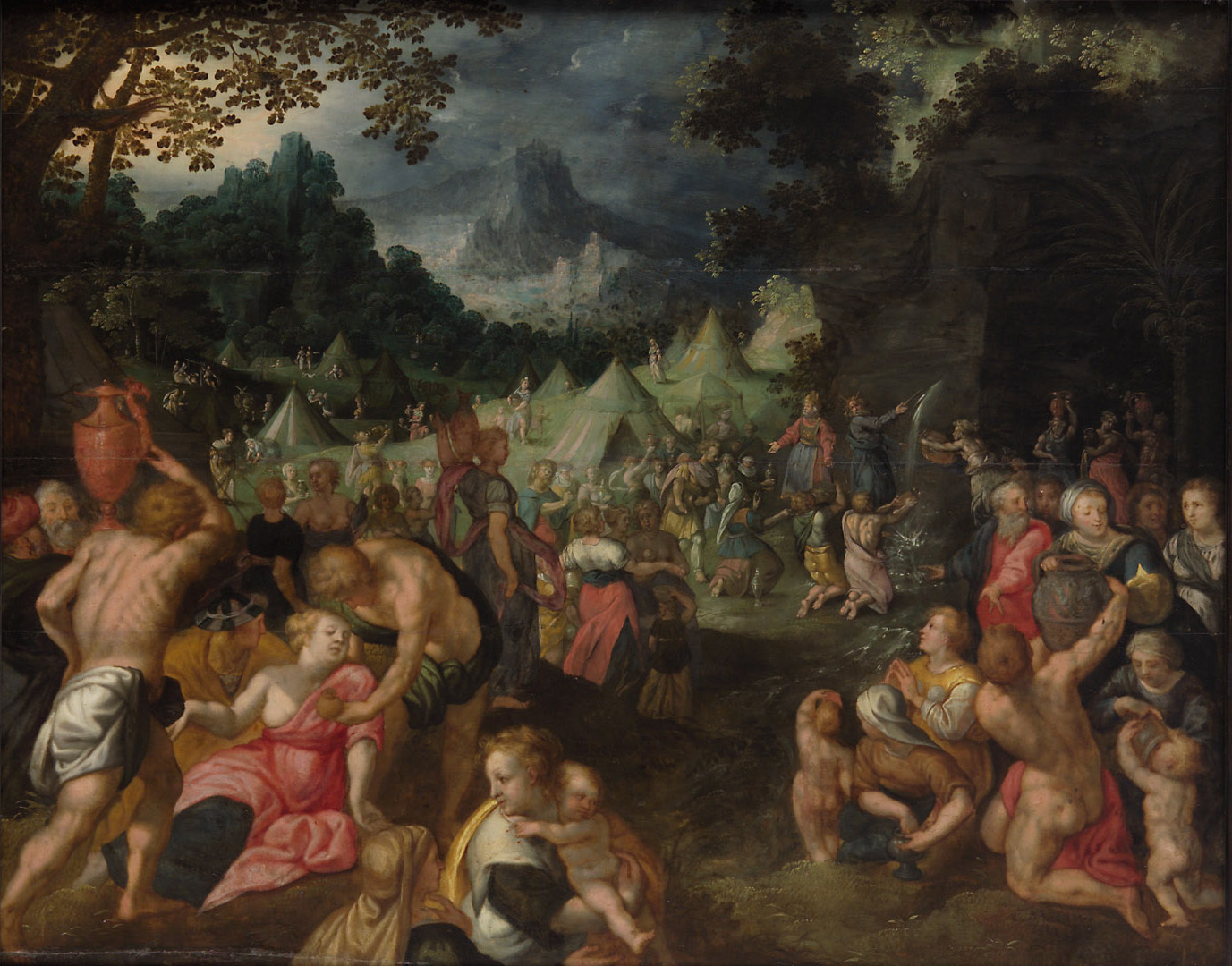
Моисей, рассекающий скалу. Между 1575 и 1600. Дерево, масло. Музей истории искусств, Вена
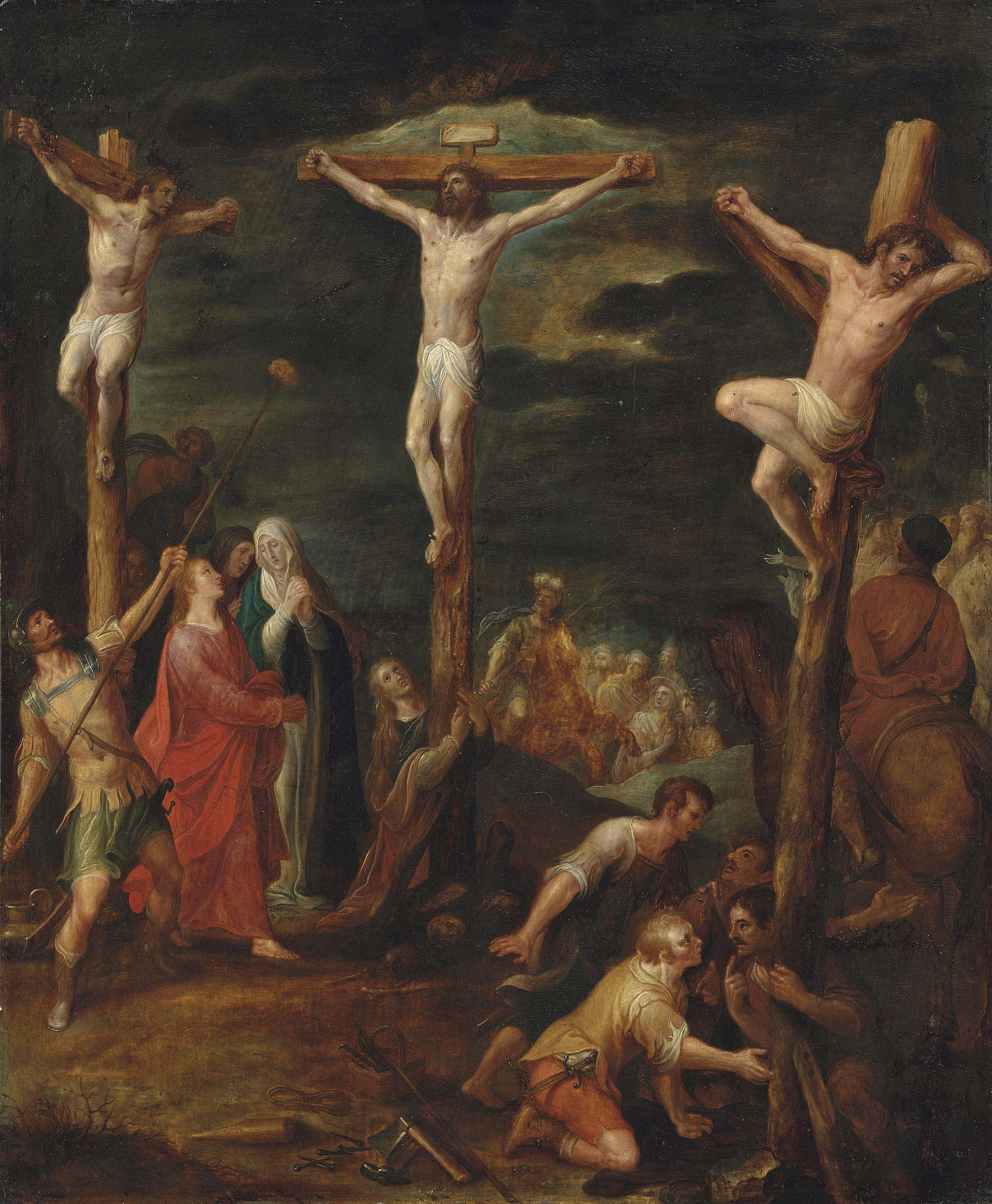
Распятие с двумя разбойниками. Между 1597 и 1638. Дерево, масло. Частное собрание
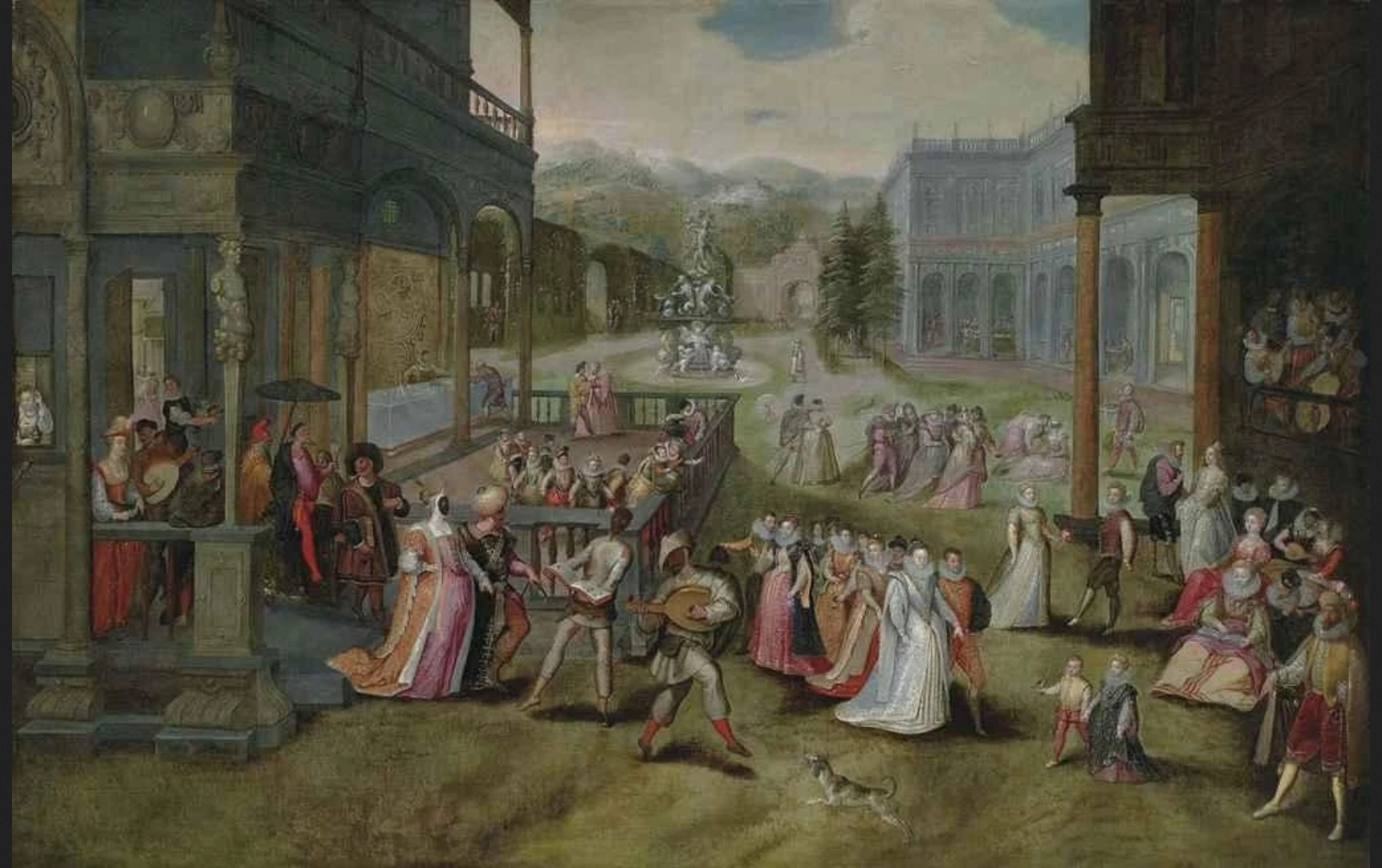
Бал-маскарад в итальянском дворике. Между 1597 и 1638. Холст, масло. Частное собрание